# Ditaji Kambundji
Ditaji Kambundji, född 20 maj 2002, är en schweizisk häcklöpare. Hennes syster, Mujinga Kambundji, är också en friidrottare.
Hon har blivit schweizisk mästare utomhus tre gånger (100 meter häck 2020, 2021 och 2023) samt schweizisk mästare inomhus tre gånger (60 meter häck 2021, 2022 och 2023).

## Karriär
I februari 2023 vid Meeting de Paris förbättrade Kambundji sitt eget schweiziska inomhusrekord på 60 meter häck till 7,86 sekunder. Senare samma månad tog hon guld och förbättrade rekordet ytterligare till 7,81 sekunder vid schweiziska inomhusmästerskapen i St. Gallen. I mars 2023 vid inomhus-EM i Istanbul tog Kambundji brons på 60 meter häck efter ett lopp på 7,91 sekunder.
I juli 2023 tog Kambundji guld på 100 meter häck vid U23-EM i Esbo och noterade ett nytt mästerskapsrekord med en tid på 12,68 sekunder. Följande månad vid en tävling i Bern noterade hon ett nytt schweiziskt rekord på 100 meter häck med en tid på 12,47 sekunder.

## Personliga rekord
| Utomhus - 100 meter häck – 12,40 s (Rom, 8 juni 2024) 0NR0 - 100 meter – 11,47 s (Langenthal, 26 maj 2022) | Inomhus - 60 meter häck – 7,81 s (St. Gallen, 19 februari 2023) 0NR0 - 60 meter – 7,31 s (Magglingen, 4 februari 2023) |